# Submarine Commander
 (mai 2022).
La mise en forme du texte ne suit pas les recommandations de Wikipédia : il faut le « wikifier ».
Les points d'amélioration suivants sont les cas les plus fréquents. Le détail des points à revoir est peut-être précisé sur la page de discussion.
- Les titres sont pré-formatés par le logiciel. Ils ne sont ni en capitales, ni en gras.
- Le texte ne doit pas être écrit en capitales (les noms de famille non plus), ni en gras, ni en italique, ni en « petit »…
- Le gras n'est utilisé que pour surligner le titre de l'article dans l'introduction, une seule fois.
- L'italique est rarement utilisé : mots en langue étrangère, titres d'œuvres, noms de bateaux, etc.
- Les citations ne sont pas en italique mais en corps de texte normal. Elles sont entourées par des guillemets français : « et ».
- Les listes à puces sont à éviter, des paragraphes rédigés étant largement préférés. Les tableaux sont à réserver à la présentation de données structurées (résultats, etc.).
- Les appels de note de bas de page (petits chiffres en exposant, introduits par l'outil «  Source ») sont à placer entre la fin de phrase et le point final[comme ça].
- Les liens internes (vers d'autres articles de Wikipédia) sont à choisir avec parcimonie. Créez des liens vers des articles approfondissant le sujet. Les termes génériques sans rapport avec le sujet sont à éviter, ainsi que les répétitions de liens vers un même terme.
- Les liens externes sont à placer uniquement dans une section « Liens externes », à la fin de l'article. Ces liens sont à choisir avec parcimonie suivant les règles définies. Si un lien sert de source à l'article, son insertion dans le texte est à faire par les notes de bas de page.
- La présentation des références doit suivre les conventions bibliographiques. Il est recommandé d'utiliser les modèles {{Ouvrage}}, {{Chapitre}}, {{Article}}, {{Lien web}} et/ou {{Bibliographie}}. Le mode d'édition visuel peut mettre en forme automatiquement les références.
- Insérer une infobox (cadre d'informations à droite) n'est pas obligatoire pour parachever la mise en page.

Pour une aide détaillée, merci de consulter Aide:Wikification.
Si vous pensez que ces points ont été résolus, vous pouvez retirer ce bandeau et améliorer la mise en forme d'un autre article.
Submarine Commander est un jeu vidéo de 1982 développé par Atari pour l'Atari 2600 et publié sous le label Sears Tele-Games,.

## Développement
Le jeu était l'un des trois développés par Atari exclusivement pour Sears, les autres étant Stellar Track et Steeplechase. Il est basé sur le jeu d'arcade de Midway Sea Wolf II qui se joue avec un périscope.

## Système de jeu
Parfois surnommé le « Battlezone sous-marin » (« Battlezone underwater »), le jeu met le joueur aux commandes d'un sous-marin traversant le territoire ennemi. Le joueur doit tirer sur des cibles pour gagner la partie. Le joueur voit l'action via un périscope qui peut être tourné à 360 degrés - une rareté pour l'époque. Les informations fournies au joueur comprennent une portée radar, un détecteur de profondeur, une jauge de carburant et une jauge de température du moteur pour détecter la surchauffe du moteur. Il existe huit modes de jeu, composés d'un mode solo et d'un mode deux joueurs et de quatre niveaux de difficulté différents pour chacun.

## Réception
Une critique de décembre 1982 dans le magazine Joystik décrit Submarine Commander comme étant "un jeu de type galerie de tir très basique".
Une critique sur le site Web de 8-Bit Central a critiqué les graphismes en disant que le jeu n'était "pas une expérience visuellement agréable", mais a également déclaré que le jeu "valait la peine d'être essayé" en raison de la complexité du gameplay. Le 8-Bit Central a donné au jeu 2,5/5 au total.